# Forcipomyia albiacies
Forcipomyia albiacies är en tvåvingeart som beskrevs av Debenham 1987. Forcipomyia albiacies ingår i släktet Forcipomyia och familjen svidknott. Inga underarter finns listade i Catalogue of Life.